# 埃普沃思 (喬治亞州)
埃普沃思（英語：Epworth）是位於美國喬治亞州范寧縣的一個人口普查指定地區。

## 地理
埃普沃思的座標為34°57′02″N 84°23′06″W / 34.95056°N 84.38500°W，而該地最高點為海拔高度519米（即1703英尺）。

## 人口
根據2010年美國人口普查的數據，埃普沃思的面積為2.66平方千米，當中陸地面積為2.66平方千米，而水域面積為0.00平方千米。當地共有人口528人，而人口密度為每平方千米198人。